# Beneventana
Beneventana je srednjovjekovno latinično pismo oblih i uglatih slova, u upotrebi od 8. do 14. stoljeća.
Razvila se od rimskog kurziva u talijanskoj kneževini Beneventu, najvjerojatnije u samostanu Montecassinu, te se proširila u Dalmaciji, gdje se koristila od 10. do 13. stoljeća. Tamošnja beneventana sadrži određene samonikle morfološke elemente i njome su pisane ne samo crkvene nego i svjetovne knjige te pisma hrvatskih vladara. Najljepši dalmatinski beneventanski rukopisi su Vekenegin evanđelistar opatice Vekenege iz 1096. godine, pisan oblom i Trogirski evanđelistar (Evangeliarum Traguriense) iz prve polovice 13. stoljeća, pisan uglatom beneventanom.